# جینگ
جینگ دایره‌های کوچک را گویند که دور تا دورش زنگوله بسته‌اند. این ساز در بین ساحل‌نشینان جنوب ایران متداول است.